# Giuseppe Caprio
Giuseppe Caprio (Lapio, Avellino, 15 de noviembre de 1914 - Roma, 15 de octubre de 2005) fue un religioso católico italiano que ejerció los cargos de cardenal, arzobispo titular de Apolonia y diplomático.

## Biografía
Carpio nació el 15 de noviembre de 1914 en Lapio, una pequeña ciudad de Hirpinia, en el sur del entonces Reino de Italia. Acudió al seminario de Benevento primero y más tarde estudió en la Pontificia Universidad Gregoriana de Roma, donde obtuvo la licenciatura en Derecho canónico. Fue ordenado sacerdote el 17 de diciembre de 1938.
Trabajó como diplomático de la Santa Sede en Saigón, Nueva Delhi, Taipéi, Bruselas y Nankín. En esta última ciudad sufrió un período de arresto domiciliario en 1951 seguido de una expulsión decretada por las autoridades de la China comunista.
Fue nombrado arzobispo por el Papa Juan XXIII en 1961, eligiendo como lema en latín: Pax in Virtute, lit. 'Paz en la Virtud', y después de participar en el Concilio Vaticano II, regresó a la India como pro-nuncio.
En abril de 1969 el Papa Pablo VI lo nombró secretario de la Administración del Patrimonio de la Sede Apostólica. En junio de 1977 pasó a ser suplente en la Secretaría de Estado. Fue también consultor de la Congregación para la Doctrina de la Fe y de la Congregación para los Obispos, así como de la Comisión Pontificia para la Revisión del Código de Derecho Canónico.
El 30 de abril de 1979, el Papa Juan Pablo II lo nombró presidente de la A.P.S.A., elevándolo al rango de cardenal en el consistorio del 30 de junio de 1979.
En 1988 el propio Papa lo nombró Gran Maestre de la Orden Ecuestre del Santo Sepulcro de Jerusalén, cargo que ocupó hasta 1995.
Murió el 15 de octubre de 2005 a los 90 años.
El funeral tuvo lugar el 18 de octubre a las 11 de la mañana en el Altar de la Cátedra de la Basílica de San Pedro, presidida por el Papa Benedicto XVI. Una segunda misa funeral se celebró al día siguiente en la iglesia parroquial de Santa Catalina de Alejandría de su Lapio natal, donde había sido bautizado, presidida por el cardenal Crescenzio Sepe, prefecto de la Congregación para la Evangelización de los Pueblos. El cuerpo fue posteriormente enterrado en la misma iglesia.

## Distinciones
- Gran Maestro y Caballero de la Orden Ecuestre del Santo Sepulcro de Jerusalem ( Ciudad del Vaticano, 1988).
- Caballero bailío de Gran Cruz de Justicia de la Sagrada Orden Militar Constantiniana de San Jorge (Casa de Bornón-Dos Sicilias) ( Ciudad del Vaticano).[5]